# 3F
Pour l'association française de football, voir Fédération française de football.
 (mai 2025).
L'article doit être relu — et modifié si nécessaire — par des contributeurs indépendants pour apporter un regard critique aux contributions effectuées en violation des conditions d'utilisation de Wikipédia, tant sur la forme (notamment concernant le style encyclopédique, la proportionnalité) que sur le fond (la neutralité de point de vue, la qualité et l'indépendance des sources).
Immobilière 3F, premier bailleur social français,, est une filiale d'Action logement immobilier. Composée de 13 Entreprises sociales pour l'habitat (ESH), elle gère plus de 260 000 logements sociaux, résidences sociales, foyers d'hébergement et commerces dont 144 000 en Île-de-France.
Immobilière 3F construit et gère un parc immobilier implanté dans 10 régions françaises. Elle s'implique dans le renouvellement urbain.

## Historique
Le 28 mai 1924 est créée la société anonyme d’HBM d’Étretat, ancêtre de la SA d’HLM Immobilière Basse Seine, qui réalise 8 logements à Étretat en 1928, date à laquelle est fondée la société anonyme d’HBM le Foyer du Fonctionnaire.
Les destructions de la Seconde Guerre mondiale aggravent la crise du logement, et en 1949, la société anonyme Le Foyer du Fonctionnaire élargit ses compétences en devenant Le Foyer du Fonctionnaire et de la Famille (FFF). En 1958, le FFF construit son 10 000e logement et en 1967 son 30 000e dans l’îlot Riquet à Paris 19e.
En 1970, le FFF s’installe dans de nouveaux locaux rue Nationale, à Paris 13e, lieu actuel de son siège social. Le 25 novembre 1976, les compétences du FFF sont étendues à l’ensemble du territoire.
Le 21 juin 1989, le FFF devient Immobilière 3F.
À la suite de la Loi d'orientation et de programmation pour la ville du 1er août 2003, avec la création de l’Agence nationale pour la rénovation urbaine (Anru), Immobilière 3F participe au Programme national de rénovation urbaine (PNRU).
En 2010, le groupe Solendi devient actionnaire majoritaire d’Immobilière 3F et trois sociétés intègrent 3F : HMF en Rhône-Alpes, Est Habitat Construction (EHC) et Azur Provence Habitat (APH). La société Aedificat intègre également 3F en décembre. Immobilière 3F et ses 13 filiales gèrent désormais 188 000 logements.
En 2012  la 1re pierre du 200 000e logement de 3F est posée à Lyon par HMF.
En juin 2013, 3F inaugure sa première opération à énergie positive à Brétigny-sur-Orge.
En septembre 2013, 3F et l'office public Plaine Commune Habitat créent la société BâtiPlaine.
En juillet 2015, quatre sociétés de l'Ouest de la France, Immobilière Podeliha, Atlantic Aménagement, la SA Hlm des Deux-Sèvres et la SA d'Hlm de Poitiers rejoignent 3F.
En juin 2016, les sociétés Atlantic Aménagement, SA Régionale d’Hlm de Poitiers et SA d’Hlm des Deux-Sèvres, ont décidé de la fusion des trois entités en une seule : Immobilière Atlantic Aménagement.
En août 2017, Immobilière 3F Grand Est est créée, par la fusion d'Immobilière 3F Alsace et d'Est Habitat Construction (EHC).
En 2018, Clairsienne, SA de 11 637 logements sociaux localisés en Gironde principalement, devient une société 3F.
En 2019, 3F Sud et 3F Occitanie remplacent respectivement Immobilière Méditerranée et Immobilière Midi-Pyrénées, à la suite d'une réorganisation de leurs patrimoines et de rapprochements avec Néolia et Logéo.
En 2020, Valérie Fournier succède à Anne-Sophie Grave à la direction générale de 3F.

## Chiffres clés 2020
- 10 028 logements gérés
- 582 nouveaux logements mis en chantier
- 138 collaborateurs et collaboratrices[14]